# Sunbow Productions
Sunbow Entertainment était un studio d'animation fondé en 1980. Jusqu'en 1998 il est une division des publicités de  Griffin-Bacal Advertising. Le premier dessin animé de Griffin-Bacal était une publicité pour les jouets G.I. Joe de Hasbro. Le succès de cette publicité incita Tom Griffin et Joe Bacal à fonder Sunbow Productions.

## Historique
Durant les années 1980 Sunbow produit de nombreux dessins animés, la plupart coproduits avec Marvel Productions. L'animation fut d'abord sous-traité au studio japonais de la Toei Animation. Plus tard le studio sud-coréen AKOM produisit d'autres séries. Sunbow produit aussi des longs-métrages mais La Guerre des robots et Mon petit poney, le film sont deux échecs. Au début des années 1990, Sunbow tente de produire des séries originales dont The Tick et Conan l'Aventurier mais seul The Tick parvient à toucher le public et à obtenir des critiques positives.
En mai 1998 Sony Music rachète Sunbow Productions puis en octobre 2000 la société est rachetée par TV-Loonland,.
En mai 2008 Hasbro reprend les droits de toutes les séries animées de Sunbow qui étaient inspirées par les jouets d'Hasbro,,,.

## Quelques productions

### Télévision
- G.I. Joe: Héros sans frontières : 1983-1986
- The Transformers : 1984-1987[8]
- Jem et les Hologrammes : 1986
- Conan l'Aventurier : 1992
- The Tick : 1994-1996
- The Mask, la série animée : 1995-1997
- Brothers Flub : 1999-2000
- Fat Dog Mendoza : 2000-2001
- Generation O!'’ : 2000-2001
- Les Jumeaux Barjos : 2001-2004

### Longs-métrages
- Mon petit poney, le film : 1986
- La Guerre des robots : 1986